# Culmont
Culmont é uma comuna francesa na região administrativa de Grande Leste, no departamento de Haute-Marne. Estende-se por uma área de 8,29 km². Em 2010 a comuna tinha 538 habitantes (densidade: 64,9 hab./km²).